# Franca Lai
Franca Lai (Genova, 30 gennaio 1953) è una cantautrice italiana di musica popolare.
Canta in Lingua ligure e in italiano portando il suo contributo alla diffusione e al recupero della lingua ligure - e genovese in particolare - e delle tradizioni regionali all'interno dei suoi spettacoli, televisivi e di piazza.

## Biografia
Nasce a Genova da mamma Mariuccia e papà Orlando, appassionato di musica. Franca, infatti, cresce ascoltando canzoni folk e non solo, da qui prende vita la sua passione per la musica in generale. Nel 1965 si iscrive ad un concorso canoro in un circo di strada che si chiamava "Padella", vince il suo primo concorso (è accompagnata da una fisarmonica suonata dall'allora ragazzino Pippo dei Trilli). Nel 1972 diventa la prima donna cantante del Trio Universal, e in seguito incide i suoi primi 45 giri.
Viene ascoltata da Gianni De Scalzi (padre di Vittorio e Aldo) ed entra a far parte dello "Studio G.", dove nel 1976 incide il primo 45 giri da solista, Nel mio rione/Ho tribuluo, in coppia con Bunny e forma il suo gruppo storico "I Boys di Franca Lai" composto da Gianluigi Benozzato (basso), Fabio Mineccia (batteria), Valerio Simonetti e Maurizio Rombo (tastiere), Marco Mangano (chitarre); nel 1977 è la volta del suo primo LP Cumme t'è bella Zena e ne vende 100 000 copie in un solo anno. Sempre nel 1977, le viene conferito il "Premio simpatia", mentre nel 1978 riceve il premio "La voce di Genova". Nel 1982 ha il ruolo di prima donna nella compagnia goliardica "Mario Baistrocchi" per la rivista Metti una sera a Genova e le viene consegnato il "Premio regionale ligure".
Negli anni novanta inizia anche la collaborazione con Matteo Merli e la Piccola Orchestra Genovese, un gruppo che va avanti negli anni con un notevole successo fino al 2000 quando si scioglie.
Franca Lai continua la carriera da solista scrivendo brani per sé stessa e per altri, anche in lingua italiana. Tra il finire degli anni novanta e i primi duemila pubblica due dischi, per l'etichetta ZetaLive, quasi totalmente in italiano che racchiudono brani d'amore e d'allegria. Ne La mia vita... è anche cabaret sono contenuti i pezzi Vivo di te, Viva le balere, Bambina mia e Vivo la mia vita, ne La ruota della vita si trovano invece La ruota della vita, W il viagra, Lasciarti è difficile, Amo la libertà, Noi gente di mare e L'amicizia. Lavora con orchestre da ballo (Omar Codazzi e Sonia De Castelli) e con colleghi del folk genovese (tra gli altri con i Trilli).
Dopo aver collaborato negli anni duemila con l'emittente piemontese Telecity (per la trasmissione Musica insieme) e con le tv locali liguri Telegenova, Primocanale (per Lei, Lai e gli altri), Telecittà e Telenord, nel 2012 conduce due programmi giornalieri su Liguria TV, secondo canale del gruppo Telenord sul canale 88: "Musica è" e "Canta e Balla". Nel 2015 approda su Radio fra le note (canale digitale 702) per condurre due trasmissioni in onda tutti i martedì e giovedì alle ore 16,00.
Nel 2013 le è stato conferito il "Premio alla carriera".
Nel 2016 pubblica la propria autobiografia dal titolo "Lei, Lai e gli altri".
Tra il 2016 e il 2017 conduce su Telenord la trasmissione "Dove vai se non c'è Lai".
Nel 2019 collabora con il cantautore Alberto Lupia nel brano "La Danza".
Il 19 luglio 2023 ha partecipato al concerto-evento che il Comune di Genova ha organizzato per festeggiare i 60 anni di carriera di Michele nel parco di Villa Rossi a Sestri Ponente, a cui hanno partecipato numerosi artisti, tra cui molti della scena genovese, come la band di Roberto Morselli, Donatello, Vladimiro Zullo, Matteo Merli, La Squadra di Genova, Aldo De Scalzi, Dino, Gian Pieretti, Oscar Prudente e Nicole Magolie.

## Discografia

### Singoli
- 1973 - Arvi u barcun Rusin; Nostalgia; L'usignolo; Bughi da manoelinn-a (serie di 45 giri incisi con il Trio Universal)
- 1976 - Nel mio rione/Ho tribuluo (45 giri)
- 1979 - O bailu/A dieta (45 giri)
- 1981 - Madonna zeneise/O sole mio (45 giri)

### Album
- 1977 - Cumme t'è bella Zena (33 giri)[11]
- 1979 - A cittae de foe (33 giri)
- 1981 - Pe mi, pe ti, pe Zena (33 giri)
- 1982 - A mae vitta (33 giri)
- 1983 - Ricordo di Genova (33 giri)
- 1984 - A mae gente (33 giri)
- 1990 - Genovese e i 7 Lai (musicassetta)
- 1992 - International...Lai (musicassetta)
- 1994 - Vivo la mia vita (musicassetta)
- 1999 - E mi sun chi (Cd)
- 2005 - La mia vita... è anche cabaret (Cd)
- 2006 - La Ruota della Vita (Cd)
- 2008 - Io le canto così (Cd)
- 2010 - Canzoni per lei (Cd)
- 2010 - La mia vita... è anche cabaret (Ristampa)
- 2011 - Se vuoi la "MIA MUSICA" C'è LAI (Cd)
- 2011 - Franca Lai "Canta Genova" (Cd)
- 2013 - Sulu mi cantu cuxì (Cd)
- 2015 - Franca Lai - 50 anni in musica (Cd)
- 2016 - Che donna
- 2017 - Auguri mamma
- 2023 - "A"Come amore

### Album con la Piccola Orchestra Genovese
- 1990 - Insemme (Cd)
- 1992 - A ciave do gran (Cd)
- 1993 - Le Cuccuritte (Cd)
- 2002 - Cansuin da ammia (Cd)